# George Oywello
George Oywello est un boxeur ougandais né le 17 janvier 1939 à Gulu et mort en 1965 dans un accident de la route.

## Carrière
Aux Jeux olympiques d'été de 1960 à Rome, George Oywello est éliminé au deuxième tour dans la catégorie des poids mi-lourds par le Roumain Gheorghe Negrea.
Il remporte la médaille d'or dans la catégorie des poids lourds aux Jeux de l'Empire britannique et du Commonwealth de Perth en 1962 ainsi qu'aux championnats d'Afrique d'Accra en 1964.
Aux Jeux olympiques d'été de 1964 à Tokyo, il est éliminé au deuxième tour dans la catégorie des poids lourds par l'Américain Joe Frazier.